# ブンデスリーガダイジェスト
ブンデスリーガダイジェストは、GAORAで2011年8月に放送したドイツ連邦共和国の国内サッカー1部リーグ「ブンデスリーガ」2011-12年度シーズンの試合のハイライト番組である。
公式サイトは2012年時点以降の更新はなく、番組編成の改訂を受けて2014年11月21日に「UEFA EURO 2016」の報道に切り替わった。

## 概要
GAORAでは、FCバイエルン・ミュンヘンの試合を中心として、中継を放送したが、これに加え、2011-12年シーズンよりブンデスリーガの全部の試合のハイライトを各節ごとに1時間ずつ送ることにした。現地制作の全編英語音声のみで日本語字幕もない。
なお、フジテレビワンツーネクストでは「ブンデスリーガハイライト」という番組を放送している。元となる映像・英語版音声は同じものを使用し、福ノ上達也による日本語吹き替えを追加し二音声放送として放送している。

## 番組改編
GAORAは「EURO予選ハイライト」の放送権を獲得すると、サッカー番組の一つとして2014年11月25日に本放送、その後、同月中に再放送を行った。
- 2014年11月25日：UEFA EURO 2016予選 ハイライト #4（ASPサーフィンワールドツアー 2014、「ドラッグアウェア・マーガレットリバー・プロ」と差し替え）
  - 再放送。同年0011月27日：UEFA EURO 2016予選 ハイライト #4（「Vリーグ 2014/15 開幕直線SP～VっといこうVリーグ～」と差し替え）
  - 再放送。同年0011月30日（「究極のトレイルランニング　アウトラン・ザ・サン」と差し替え。）

GAORAは2016年9月24日付で「FIFAワールドカップ」の放送時間の変更を告知し2021年12月時点、その後、公式サイトにサッカーのコーナーはない。